# Ioan D. Chirescu
Ioan Dumitru Chirescu (n. 15 ianuarie 1889, Cernavodă, Constanța, România – d. 25 martie 1980, București, România) a fost un compozitor, profesor universitar și dirijor de cor român.

## Studii
A urmat între 1910 și 1914 Conservatorul din București, unde i-a avut ca profesori pe Alfonso Castaldi (contrapunct) și pe Dumitru Georgescu-Kiriac (teorie și solfegiu). În 1922 a fost admis în Schola Cantorum (Paris), unde a studiat cu Guy de Lioncourt (contrapunct) și Vincent d'Indy (compoziție, orchestrație și dirijat) și al cărei absolvent a devenit în 1927. De asemenea, a urmat Facultatea de Teologie din cadrul Universității din București.

## Activitate
Este autorul a peste patru sute de piese corale, multe dintre ele având ca sursă de inspirație folclorul muzical românesc. Lucrările lui Chirescu urmăresc cel puțin trei direcții: piese didactice (aranjate pentru voci de copii), creații religioase (dintre care o parte se înscriu în genul motetului și în cel al misei) și coruri propagandistice (scrise după instalarea regimului comunist în România). Muzicologul Viorel Cosma consideră accesibilitatea, cantabilitatea și simplitatea scriiturii polifonice trei atuuri care au îngăduit ca opera compozitorului să se bucure de un mare succes la public.
Chirescu a fost dirijor și director artistic al societății corale Carmen din București din anul 1927 până în 1950. În perioada 1928–1973 a dirijat corul bisericii Domnița Bălașa din București.
În domeniul didactic a început ca instructor de muzică la Fălticeni și în capitală. În 1927 a fost numit profesor în Conservatorul bucureștean, unde a susținut timp de trei decenii și jumătate cursuri de teoria muzicii și solfegiu. A fost director al aceleiași instituții între anii 1950 și 1955. Din 1932 a fost vreme de șapte ani profesor la Academia de Muzică Religioasă din București. În 1962 se retrage din activitatea profesorală.

## Lucrări

### Muzică corală
- „Cântecul cucului” (1919), cor mixt, versuri populare
- Opt cântece pentru copii (1923)
- „Mama” (1933), pentru solist și cor bărbătesc, versuri de G. Rotică[4] sau Gheorghe Roiban[6]
- „Doruleț, dorulețule” (1948), cor mixt, versuri populare
- 32 coruri pentru școlari și tineret (1963)
- „Odă lui Mihai Viteazul” (1975), cor mixt, versuri de Vlaicu Bârna)

#### Coruri propagandistice
- „Cîntecul partizanilor păcii” (1949), cor mixt cu pian, versuri de Emil Gonciu
- „Măreț pămînt al patriei iubite” (1952), cor mixt cu pian, versuri de Eugen Frunză
- „Sub al păcii stindard” (1953), cor mixt cu pian, versuri de Maria Banuș
- „Republică, măreață vatră” (1953), cor mixt cu pian, versuri de Eugen Jebeleanu
- „Dobrogea de aur” (1958), cor mixt a cappella, versuri de Radu Boureanu
- „Cîntec peste zări și ape” (1959), cor mixt cu pian, versuri de Nicolae Nasta
- Ale noastre, ale voastre (1959), suită de coruri la unison cu pian, versuri de Ștefan Tita
- „Laminoriștii” (1959), cor mixt cu pian, versuri de Petre Ghelmez
- „De-o vîrstă cu Republica” (1960), cor pe două și trei voci egale, versuri de Eugen Jebeleanu

### Muzică simfonică
- Allegro simfonic (1927), pentru orchestră

## Publicații

### Partituri
- Colecție de coruri (1937)
- „Mama”, în Miniaturi corale (1944), București
- „Cântecul cucului” (1946), Editura de Stat, București
- Coruri (1919–1955) (1955), Editura de Stat pentru Literatură și Artă (E.S.P.L.A.), București
- „Doruleț, dorulețule” (1956), Editura de Stat pentru Literatură și Artă, București
- „Cîntecul partizanilor păcii” (1956), Editura de Stat pentru Literatură și Artă, București
- „Măreț pămînt al patriei iubite” (1956), Editura de Stat pentru Literatură și Artă, București
- „Sub al păcii stindard” (1956), Editura de Stat pentru Literatură și Artă, București
- „Republică, măreață vatră” (1959), Editura Muzicală, București
- „Dobrogea de aur”, în Puternică, liberă, pe soartă stăpînă (1959), Editura Muzicală, București
- „Cîntec peste zări și ape” (1959), Editura Muzicală, București
- Ale noastre, ale voastre (1959), Editura Muzicală, București
- „De-o vîrstă cu Republica”, în De-o vîrstă cu Republica (1960), Editura Muzicală, București
- „Laminoriștii” (1961), Editura Muzicală, București
- Coruri pentru pionieri și tineret (1963), Editura Muzicală, București

### Îngrijiri de ediții
- Georgescu-Kiriac, Dumitru (1955). Opere alese, Editura de Stat pentru Literatură și Artă, București (în colaborare cu George Breazul)
- Coruri de compozitori romîni înaintași (1963), Editura Muzicală, București

## Discografie

### Compozitor

#### Discuri LP
- [EXE 046] (1960?, Electrecord)
  - Măreț pămînt al patriei iubite (Ansamblul Consiliului Central al Sindicatelor [C.C.S.], dir. Victor Popescu)
- [EXE 047] (1960?, Electrecord)
  - Sub al păcii stindard (Corul și orchestra Radio)
- [EXE 048] (1960?, Electrecord)
  - Republică, măreață vatră (Corul și orchestra Radio, dir. Constantin Petrovici)
  - Cîntec peste zări și ape (Corul și orchestra Radio, dir. Carol Litvin)
- [EXE 049] (1960?, Electrecord)
  - Doruleț, dorulețule (Corul Radio, dir. Emanuel Elenescu)
  - Cîntecul partizanilor păcii (Corul și orchestra Radio, dir. Constantin Petrovici)
- Colinde. Romanian Carols (1967?, Electrecord EXE 0308)
  - Bună dimineața la Moș Ajun (Madrigal, dir. Marin Constantin)
  - Steaua sus răsare (idem)

#### Compact discuri
- Madrigalul cântă copiilor (1997, Electrecord EDC 237)
  - Cântecul cucului (Madrigal, dir. Marin Constantin)
  - Moș Crăciun cu plete dalbe (idem)
  - Fericirile (idem)
- Colinde și muzică religioasă (1998?, Electrecord EDC 284)
  - Camera Ta, Mântuitorule (Corala bărbătească a Armatei, dir. Gheorghe Popescu)
  - Rugăciune (idem)
- Ioan Luchian Mihalea – Song (1998?, Electrecord EDC 286)
  - Mama (Song, dir. Ioan Luchian Mihalea, solist Marcel Roșca)
- Sfânta Liturghie a Sfântului Ioan Gură de Aur (2002?, Electrecord EDC 398)
  - Mărire Ție, Doamne (Grupul coral bărbătesc Harisma, dir. Dan Văcărescu)
- Sfântul Andrei se roagă mereu la Bun [sic!] Dumnezeu (2004?, Electrecord EDC 507)
  - Camera Ta, Mântuitorule (Grupul coral bărbătesc Harisma, dir. Dan Văcărescu)
- Sfărâmând porțile Iadului (2005, Electrecord, EDC 538)
  - Camera Ta (Corul Carpe in Deum al Seminarului Teologic „Sf. Ioan Casian” din Tulcea, dir. Iulian Dumitru)
- Muzică de petrecere (2007, Roton 4157-2)
  - Bulgăraș de gheață rece (Nelu Ploieșteanu)

### Dirijor
- George Folescu. Recital (1966, Electrecord ECE 0216)
  - Ș-aide, mîndruțo (comp. Dumitru Georgescu-Kiriac; interpretează corala Carmen)
  - Pe cărare sub un brad (comp. D. Georgescu-Kiriac; idem)

## Premii și distincții
Pentru activitatea sa, Chirescu a fost recompensat cu următoarele distincții:
- 1951 – Premiul de Stat, acordat pentru lucrările „Doruleț, dorulețule” (1948) și „Cântecul partizanilor păcii” (1949)[7]
- 1952 – Medalia „A cincea aniversare a Republicii Populare Române” „pentru lupta și munca duse în vederea făuririi, consolidării și prosperării Republicii Populare Române”[8]
- 1954 – titlul de Maestru Emerit al Artei din Republica Populară Romînă „pentru merite excepționale în domeniul dezvoltării artei”[9]
- 1955 – Ordinul Muncii clasa I „cu prilejul împlinirii a 90 de ani de la înființarea Conservatorului de muzică «Ciprian Porumbescu» și pentru merite deosebite în activitatea didactică”[10]
- 1959 – Diploma de onoare a Consiliului mondial al păcii
- 1959 – Ordinul „Steaua Republicii Populare Romîne” clasa a IV-a „pentru activitate rodnică în dezvoltarea științei și culturii din Republica Populară Romînă”[11]
- 1959 – titlul de Artist al poporului din Republica Populară Romînă „cu prilejul împlinirii a 70 ani de viață, pentru activitate îndelungată și merite deosebite în domeniul muzicii și al învățămîntului muzical superior”[12]
- 1962 – titlul de „Profesor Emerit al Republicii Populare Romîne” „pentru activitatea îndelungată, contribuție în dezvoltarea științei și merite deosebite în dezvoltarea învățămîntului superior”[13]
- 1967 – Ordinul „Meritul Cultural” clasa I „pentru merite deosebite în opera de construire a socialismului, cu prilejul celei de-a XX-a aniversări a proclamării Republicii”[14]
- 1974 – Ordinul „23 August” clasa I „pentru activitate îndelungată și merite deosebite în domeniul creației muzicale [...], cu prilejul împlinirii vîrstei de 85 de ani”[15]